# Janke-Nunatak
Der Janke-Nunatak ist ein 1280 m hoher Nunatak an der Orville-Küste des westantarktischen Ellsworthlands. Er ragt im Westen der Hauberg Mountains 6 km nordöstlich des Carlson Peak auf.
Der United States Geological Survey kartierte ihn anhand eigener Vermessungen und mittels Luftaufnahmen der United States Navy zwischen 1961 und 1967. Das Advisory Committee on Antarctic Names benannte den Nunatak 1968 nach John William Janke, Funker auf der Eights-Station im antarktischen Winter 1964.